# Горголі Сава Дементійович
Са́ва Деме́нтійович Горголі (1739, Ніжин — після 21 жовтня 1791) — український медик, доктор медицини, член Санкт-Петербурзької державної медичної колегії. Вихованець Києво-Могилянської академії.

## Біографія
Народився у грецькій купецькій сім'ї. Навчався у Києво-Могилянській академії, з 1755 року вивчав медицину в Марієнбурзькому університеті (м. Галле). Ще студентом здійснив подорож по Австрії та Італії. 1763 року захистив дисертацію «Generalis recidivamm pathologico-practica consideration» («Загальна патологія і лікування рецидивів хвороби»), здобув ступінь доктора медицини.
Після повернення в Україну 21 липня 1763 року отримав право на лікарняну практику. 15 липня 1766 року призначений лікарем до медичного штату з місцеперебуванням у Кременчуці. Залишався на цій посаді 10 років.
11 лютого 1776 року його переведено до Санкт-Петербурзького морського кадетського корпусу, в лютому 1778 року зайняв місце померлого доктора Л. А. Енса у «віспяному» госпіталі «для призренія и пользованія одержимых оспою, кормо та лопухою и другими подобными сыпями в С.-Петербурге или где Е. И. В. впредь присутствовать будет»).
3 13 січня 1780 — лікар інженерного та артилерійського корпусів.
12 серпня 1781 року указом Сенату призначено членом Державної медичної колегії; 21 жовтня 1791 року «за болезненными припадками» звільнився.
Мав брата Івана Горголі, теж лікаря, який працював у місті Ніжин.